# Het Lang Deel
Het waterschap Het Lang Deel was een klein waterschap in de gemeenten Idaarderadeel en Leeuwarderadeel (vanaf 1948 Leeuwarden) in de Nederlandse provincie Friesland.
Het waterschap werd opgericht in 1920 voor het onderhoud van de Hempenserreed (een in 1923 aangelegde weg) en het regelen van de waterstand. Het waterschap is in 1981 opgeheven en bij het nieuwe waterschap De Middelsékrite gevoegd. Het voormalige gebied van Het Lang Deel maakt sinds 2004 deel uit van het Wetterskip Fryslân.